# Compitese
Il Compitese (o zona di Compito) è un'area geografica della Provincia di Lucca, situata nella zona meridionale del Comune di Capannori. Si estende sul versante nord-est del massiccio del Monte Pisano, affacciata sulla Piana di Lucca e sul cosiddetto Alveo del Lago di Bientina o di Sesto.

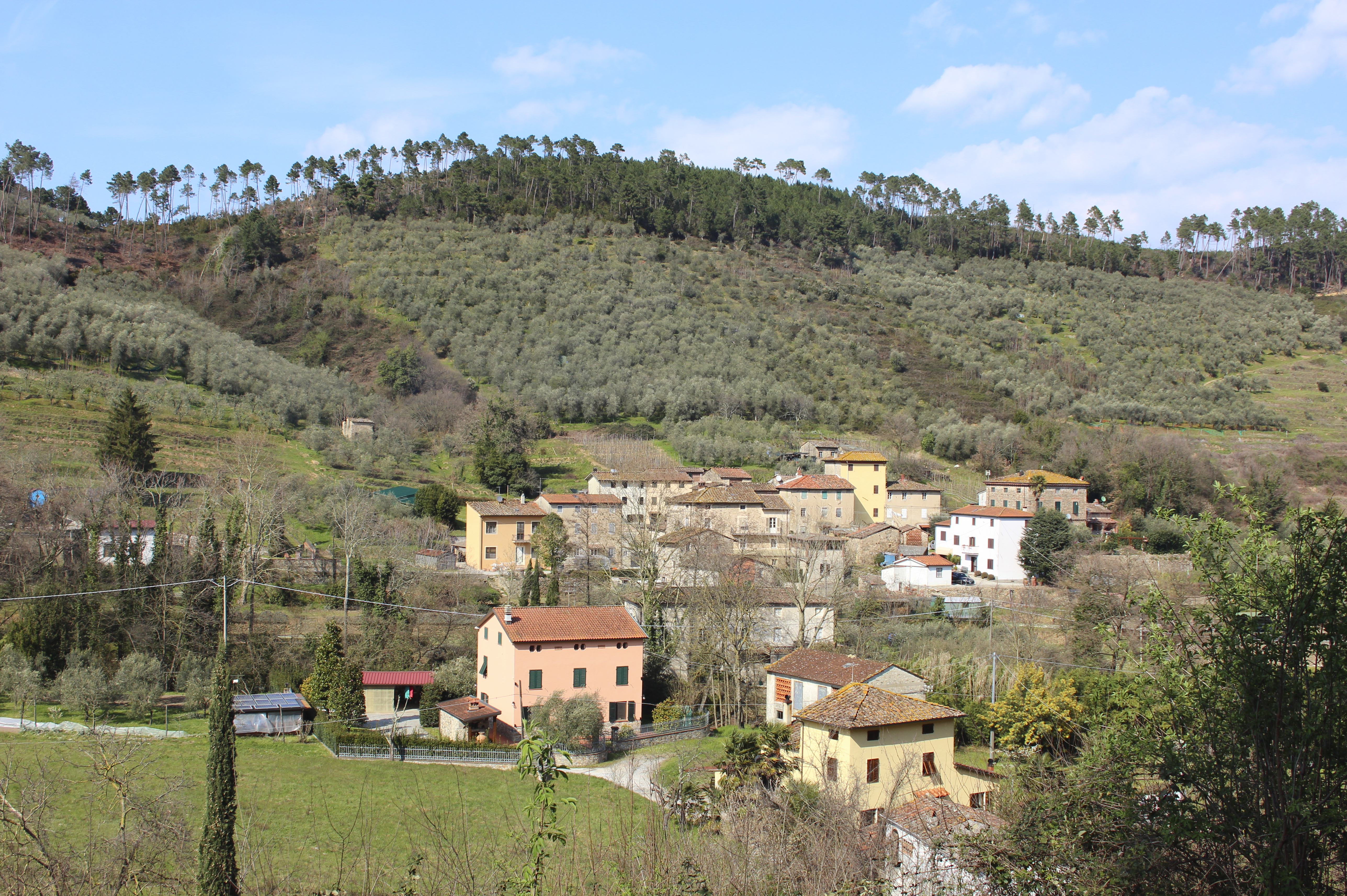
Veduta della Pieve di Compito

La cartina mostra le frazioni che costituiscono il Compitese, con gli abitanti

## Geografia
Il Compitese occupa una zona del territorio di Capannori di estensione del tutto convenzionale, che è variata nel tempo secondo le delimitazioni territoriali imposte dalla autorità amministrativa. Attualmente non ha una corrispondente divisione amministrativa nel Comune di Capannori, e quindi qui sono stati messi assieme i borghi che storicamente facevano parte del Piviere di Compito.
Comprende uno spazio di territorio largo poco meno di un terzo della superficie totale del Comune di Capannori, di cui è la zona con la densità abitativa più bassa. Si tratta di un'area geografica che alterna pianura, colline e bassa montagna.
Le dieci località che attualmente lo compongono sono: Castelvecchio di Compito, Colle di Compito, Colognora di Cómpito, Massa Macinaia, Pieve di Compito, Ruota, Sant'Andrea di Compito, San Ginese di Compito, San Giusto di Compito e San Leonardo in Treponzio.
La popolazione totale del Compitese è pari a 7.246 abitanti (dati aggiornati al 2019 dal Comune di Capannori).

### Caratteristiche morfologiche, climatiche e ambientali
La parziale copertura dai venti del mare, fornita dal massiccio del Monte Pisano, conferisce all'area un particolare microclima semi-umido, che la rende particolarmente adatta alla crescita di alcune specie di piante. È la caratteristica che unifica tutte le frazioni del Compitese.
I numerosi rilevi, che permettono di ottenere un drenaggio ideale dei terreni, ospitano ampie distese di olivi, che hanno sostituito completamente la coltivazione delle vite, per la produzione di un olio con squisite proprietà organolettiche, da sempre vera eccellenza territoriale.
È nel Compitese presente l'unica piantagione italiana di tè, ubicata presso l'Antica Chiusa Borrini a Sant'Andrea.
Vanto indubbio della zona, si tiene annualmente dal 1989 a Sant'Andrea e Pieve di Compito, anche con doppi appuntamenti primaverili ed autunnali, la  Mostra delle Antiche camelie della Lucchesia, dal vasto assortimento frutto dei molti vivaisti compitesi, che, proprio per quel clima particolare, producono le varietà più rinomate della camelia.
Nell'alveo di Bientina, che i toscani chiamano Padule, storpiando il nome "palude" con un processo di metatesi, dai tempi della bonifica ottocentesca area vocata alla coltivazione dei campi per la produzione agricola, si trova il Lago della Gherardesca, ultimo residuo del lago di Sesto, che ha una superficie di circa 30 ettari e si estende all'interno di una zona protetta lungo le rotte di migrazione dell'avifauna, ove vige il divieto di caccia. A breve distanza da esso è ubicata l'Oasi del Bottaccio, un'area umida protetta di estrema importanza naturalistica, gestita dal WWF.
Estremamente rinomate sono le numerose fontane dislocate su tutto il territorio, che offrono ininterrottamente acqua purissima alla popolazione. Questo efficiente sistema è possibile grazie ai molti ruscelli e rii che discendono dal Monte Serra. Le fonti sono state di recente ristrutturate e dotate di un sistema di disinfezione, la qualità dell'acqua viene monitorata da controlli periodici che ne garantiscono la potabilità.
A riprova di quanto sia radicato il legame tra la comunità compitese e il mondo agreste, nel giugno 2023 le aree ai piedi del monte tra la Pieve e Sant'Andrea, hanno ospitato la prima edizione del Festival del bosco. Per un'intera settimana infatti la zona è stata sede di spettacoli, conferenze, attività di trekking, mercatini enogastronomici e molto altro. L'obiettivo della manifestazione è stato quello di intrattenere gli amanti della natura, degli stili di vita ecosostenibili e del buon cibo locale. Visto il successo che ha riscosso il festival, gli enti organizzatori si sono detti favorevoli a riproporlo anche nei prossimi anni.

## Origini del nome
Incerta l'origine latina del nome: Riccardo Ambrosinie Cesare Sardi lo riferiscono al significato di crocicchio, crocevia, bivio, derivato dal vocabolo latino compĭtum, che, in particolare, secondo Sardi, starebbe a indicare l'incrocio di via Di Tiglio (oggi ss.439), posto dinanzi all'antico ospedale di San Leonardo, centro nevralgico della zona di Compito. L'Ambrosini accenna anche ad una possibile origine longobarda del nome per un'assonanza ad altri toponimi derivati da nomi personali longobardi (Gumbizo).

## Storia

### Preistoria e Protostoria
Risale a 150.000 anni fa la presenza dell'uomo in questa area, testimoniata da schegge, punte, bulini, raschiatoi rinvenuti nella zona di Castelvecchio.
Gli insediamenti stabili lungo le sponde dell'antico Auser cominciarono a comparire all'inizio della Media Età del Bronzo: importanti al riguardo sono gli scavi effettuati nella località subito a nord del Palazzaccio di San Ginese di Compito.

### Storia antica
L'insediamento del Chiarone - località del Padule (l'odierno Aveo di Bientina) sulla sponda occidentale dell'Auser prossima ai Chiaroni, all'altezza di Castelnuovo di Compito - risale all' VIII e VII secolo, epoca cioè ricollegabile alla cultura villanoviana.
L'Auser diventa una delle più importanti vie commerciali per l'espansione degli etruschi verso il nord d'Italia nei secoli VI e V a.C., con una vera e propria esplosione di insediamenti della piana: abitati sono stati scoperti al Chiarone, Palaiola e in altre zone del Palude.
Ben documentata è l'invasione dei Galli nel 390 a.C., che avrebbe ricacciato oltre Arno gli Etruschi, ottenendo lo spopolamento dei villaggi lungo l'Auser: di ciò avrebbero potuto approfittare gli Apuani, abitualmente abitanti di alture, per occupare i rilievi dei Monti Pisani e forse del Compitese.
Il console romano Sempronio Longo, inseguito da Annibale durante la seconda guerra punica dopo la sconfitta del Trebbia (218 a.C.), si rifugiò a Lucca, probabilmente già fortificata.
Nel 179 a.C., dopo una decennio di battaglie con risultati alterni, i romani, guidati da Quinto Fulvio Flacco e Aulo Postumio Albino, vinsero gli Apuani-Liguri, e l'anno seguente, il 180 a.C., a valle dei loro territori e proprio per fermarli, fondarono una nuova colonia latina, Luca, nel territorio soggetto a Pisa, città già alleata con Roma, con conseguente deduzione di legionari veterani, similmente a quanto documentato per Luni, e successiva immediata centuriazione della pianura lucchese, che ancora oggi si ammira nelle terre bonificate del Lago di Sesto. Dopo la conclusione delle ostilità con i Liguri Apuani (155 a.C.) e alla fine della era repubblicana il territorio venne costellato di abitazioni rurali, quasi a presidio delle terre assegnate, con l'adozione del modello di domus con atrio, ben documentato negli scavi del Palazzaccio. Una seconda colonizzazione, per la quale il prefetto alla divisione dei campi L.Memmio C.Galleria in epoca triumvirale o augustea assegnò le terre ai veterani delle legioni XXVI e VIII, è ben documentata.
L'aspetto attuale del paesaggio della piana compitese, similmente a quella del rimanente contado lucchese, con distribuzione a maglie larghe sul territorio delle case rurali, distanziate l'una dall'altra, prende proprio origine da quelle assegnazioni. La toponomastica odierna riporta alla colonizzazione romana spesso: Colognora (piccola colonia), Villora, il borgo di San Ginese ora denominato Villa, Colle dal latino Collis,is,  ecc.

### Alto Medioevo

#### La nascita del Lago di Sesto
Dopo il crollo dell'impero romano la piana del Compitese, fino allora sfruttata per la produzione agricola, venne invasa dalla acque dell'Auser: nessuno si faceva più carico alle opere di manutenzione per le canalizzazioni, che avevano bonificato il territorio, che si trasformò in un bacino paludoso ed acquitrinoso, il cosiddetto Lago di Bientina (per i pisani) o di Sesto (per i lucchesi), soggetto a periodiche esondazioni che rendevano inabitabili anche i territori limitrofi, fino a divenire il lago maggiore della regione Toscana.
Potendo supplire alla scomparsa delle istituzioni romane, acquisirono importanza gli organismi religiosi delle comunità locali, presenti ogni dove, anche nel territorio del Compitum: Pievi, Chiese, Ospedali (xenodochia e hospitalia pauperum et peregrinorum) e Monasteri o Abbazie.

#### Abbazia o Badia di Sesto
Tra essi quello con maggior prestigio e potere nel contado lucchese è stato sicuramente il monastero dell'Abbazia o Badia di Sesto, oggi Villa Ravano-Gabin, nel territorio di Castelvecchio, che affonda sue radici nell'alto medioevo, anche se sono stati ritrovati resti dell'età romana nella vigna della Villa. In particolare negli anni 50 del 1900, nel parco annesso alla Badia, emerse una epigrafe latina risalente al I secolo d.C., da cui si evince la probabile datazione del primo insediamento. Come afferma lo stesso G. Ciampoltrini, che riferisce la figura in rilievo di una barca sulla iscrizione. È dunque possibile che la figurazione della barca rammenti le attività di fabri navales , il defunto sarebbe potuto appartenere ad una famiglia impegnata nella costruzione di navi o barche. Attualmente l'epigrafe si trova al Museo Athena di Capannori.
La Abbazia di San Salvatore di Sesto sarebbe stata fondata nel 668 da Salimano, figlio dell'Imperatore Romano d'Oriente, mentre il primo Abate fu Benedetto nel 714: tale origine è raccontata da domnus Benignus de Luca del Massaro e riferita tra qualche dubbio degli stessi estensori negli Annales Camaldolentes Vol.I pagg.357-358. Venne rifondata dalla madre Willa del marchese Ugo II di Toscana nel 996. Un documento scritto, riportato dal Barsocchini nella sua raccolta Memorie e documenti per servire alla storia di Lucca, Tomo V parte II, come documento n. CCLIV, ne attesta comunque l'esistenza nel 796. Ottenne vari riconoscimenti imperiali, cioè, quelli di Ottone III nel 986, Enrico II nel 1020, Corrado II nel 1027, Enrico III nel 1053,  che la aiutarono a raccogliere un vasto patrimonio territoriale, esteso soprattutto nel Compitese ma che arrivò fino a Volterra ed oltre l'Appennino, nel Parmense. Con la bolla di Sergio IV del 2 dicembre 1010 il monastero aveva ottenuto l’immediata sottomissione alla Santa Sede e l’indipendenza assoluta dalla gerarchia ecclesiastica locale.

#### Le origini del Piviere di Compito
Secondo Salvatore Andreucci uno dei primi riferimenti storici al Compitese risale al 983, datazione di un contratto di affitto, riportato dal Barsocchini, in cui il Vescovo di Lucca Teudigrimo  allivella a Sisemondo, ascendente dei signori di Montemagno di Lucca i terreni della Plebsbattesimale di Santo Stefano e di San Giovanni Battista di Villora e il possibile ricavato dagli abitanti di 14 villaggi, dalla stessa Pieve dipendenti: Paganico, Colugnola, Collina, Vinelia (Palaiola), Cerpeto, Vivaio, Colle, Tillio, Cumpito, Vico a S.Agostino, Faeto, Massa Macinaia. La dedicazione a San Giovanni Battista fu introdotta per tutte le Pievi dal Vescovo di Lucca Pietro II (dal 896 al 932).In anno imprecisato, sicuramente prima del 1077, anno di pubblicazione del documento n.429, in cui si ricorda la nuova Pieve di Compito, la Pieve venne spostata nel borgo attuale di Pieve di Compito, che assunse quindi il titolo di Plebs Sancti Johannis Baptiste de Computo; la chiesa di Villora allora continuò ad esistere come semplice Ecclesia Sancti Stephani de Villora perdendo la dedicazione al Santo Giovanni Battista, che fu trasferito alla nuova Pieve in segno di continuità tra le due Pievi. Questi sono gli inizi storici del Compitese, la Pieve di Compito, cioè il Piviere di Compito.
La vocazione olearia della zona è documentata fin dal secolo XI, quando la misura dei canoni era solitamente stabilita in misure cunpitesi.

### Basso Medioevo
Il nuovo millennio inizia nella lucchesia, più che in altre regioni toscane con un rinnovata attività commerciale e manifatturiera (seta e lana) e nel Compitese si vede la nascita esplosiva dei castelli nel Piviere di Compito, tutti controllati dall'Abbazia di Sesto. Le guerre comunali tra i Comuni toscani dilaniarono il territorio, insieme con le carestie e le epidemie. Nel sec. XIV, le incursioni dei Pisani, in particolare delle truppe di Uguccione della Faggiola nel 1313 , misero a ferro e fuoco il Piviere.

#### I castelli
- Chastellaccio, in Pieve di Compito sorge il Castello di Compito, detenuto (tra gli altri) dai Sismodi[42], nobile casato longobardo; venne distrutto all'inizio del XIV secolo, dalle truppe pisane condotte da Uguccione della Faggiola.[43]
- Castenuovo (Castri Novi), a Colle di Compito, sito sul Monte Castello (detenuto dalla famiglia Lambercioni e dalla famiglia dei Gallo[42], prima attestazione documentale: anno 1027, diploma di Corrado II[44][45]);
- Castelvecchio (Castrum Veteris), sito sul colle della frazione omonima (prima attestazione documentale: anno 869[45], detenuto famiglia degli Orlandinghi[42], distrutto nel 1313[41]);
- Castello dell'Isola, sito sull'isola con la chiesa di San Benedetto, attestato nell'anno 1027, diploma di Corrado II;[44]
- Castel Durante (Castrum Durantis) a San Ginese di Compito in località "Castello", fondato dalla Famiglia Duranti[46]; fu distrutto dai Pisani nel 1313[41];
- Castel di Poggio[47] a Collina di San Ginese di Compito, o più probabilmente nella vicina località Al Porto, fondato dalla famiglia Pogginghi[42].
- Castello di Ruota, i Nobili da Photori e Ruota furono i signori di questo Castello[42], distrutto l'11 aprile 1397 dai Pisani.[48]

#### Abbazia o Badia di Sesto
Nel secolo XI l'Abbazia nel giro di pochi anni munì di fortificazioni quattro luoghi situati nelle sue vicinanze realizzando così : il castello di Compito (a Pieve di Compito),  Castelvecchio e Castro Novo de Sesto (a Colle di Compito)  e un altro castello sull'isola del lago di Sesto.
Nel basso medioevo l'Abbazia di Sesto perse parte della sua autonomia passando sotto il controllo del Priore di Camaldoli (1115-1118)  e nel 1134 sotto il Monastero di San Benedetto Po, Mantova. Nell'Estimo Guinigiano del 1411-1413 vengono ancora censiti i suoi possedimenti nel Piviere di Compito.
La illustrazione n. 302, pag. 324 de "Le illustrazioni delle Croniche nel codice lucchese" ritrae la chiesa ad una navata ed il campanile turrito dell'Abbazia di Sesto il 11 aprile 1397, quando,  nelle guerre tra Pisa e Lucca, " Chome le genti di Pisa combateono Chastelvecchio di Compoto quello presero e ruborono e afforsollo."L'episodio è narrato nel Vol.I delle Croniche di Giovanni Sercambi, Lucchese a pag.371.

#### Piviere di Compito
Nel 1260 il Piviere di Compito, secondo l'Estimo della Diocesi di Lucca, era composto da: 
1.Plebs di Compoto, 2.Ecclesia S.Andree, 3.Eccl. S.Iusti de Massa Macinaria, 4.Eccl. S. Laurentii de Massa Macinaria, 5.Eccl. S.Stephani de Villore, 6.Eccl. S. Bartholomei de Ruota, 7.Eccl. S.Michaelis de Colognora, 8.Eccl.S.Marie ad Colle, 9.Eccl. S.Petri ad Forcore, 10.Eccl. S.Alexandri de Castro Durantis,11. Eccl.Iohannis ad Colle, 12.Eccl. S. Blasii de Faeto, 13.Eccl. S.Marie ad Ripam,  14.Eccl. S.Michaelis de Compoto, 15.Eccl.S.Columbani, 16.Eccl. S.Peregrini de Colline, 17.Eccl. SS. Johannis et Andree de Castroveteri, 18.Hospitale S.Leonardi, 19.Monasterium S.Andree in Silva, 20.Mon. S.Quirici in Casale, 21.Mon. Michaelis de Guamo, 22.Mon.S.Salvatoris de Cantignano.
Salvatore Bongi a pag.119 del IV volume dell'Inventario del R.Archivio di Stato di Lucca, riporta un catalogo dell'anno 1387 delle Chiese della Plebs di Compito, identico a quello del 1260, aggiungendo gli altari di Santa Maria e San Michaelis alla chiesa di Ruota ed il pro Monasterio S.Spiritus annesso al Monastero di San Quirico.
Nel 1412 il Piviere di Compito era composto dai comuni di: 
1.Castelvecchio, 2.Ruota, 3.Borgo S.Agostino, 4.Corpo della Pieve di Compito, 5.S.Michele a Colombaio, 6.S.Pietro a Forcone, 7.S.Mari di Ripa, 8.S.Colombano, 9.S.Andrea di Compito, 10.Castel Durante, 11.De' Colli, 12. Colle, 13.S.Giusto, 14.Pietrogallo, 15. Villora,16.S.Lorenzo di Massa Macinaia, 17. Colognora.

### Età moderna e contemporanea

#### Abbazia o Badia di Sesto
Una mappa di epoca moderna, anno 1659, dell'Archivio di Stato di Lucca  riporta in prospettiva tridimensionale un complesso edilizio denominato "Case e Chiesa alla Badia", tra cui si erge un grosso campanile turrito ed una Chiesa ad una navata. Invece una "Villa detta Badia" , presumibilmente uno degli edifici che anticamente componevano il complesso della Abbazia di Sesto, viene raffigurata nel 1795.
Nel secolo XIX venne costruita sulle rovine del complesso religioso la Villa Della Gherardesca, che ha avuto come altri proprietari le famiglie Ravano, Cambiaso, Poschi,  oggi in gran parte coperto da siepi, non lontano dal Lago della Gherardesca. Dell'antica Badia rimane visibile sul lato nord solo parte della torre campanaria. Gli attuali proprietari, i signori Gabin, hanno una azienda agricola nei terreni circostanti.

#### Il Piviere diviene Vicaria di Compito
Nel 1539 lo statuto del Comune di Lucca prevedeva un Commissario di Compito.
Nell'Estimo 1547-1561 il Pivierj di Compito risulta composto da n.13 comuni: 1.S.Andrea, 2.Della Pieve, 3.Il borgo S.Agustino, 4.S.Michele a Colombaia, 5. San Frediano, 6.Castel Durante, 7. S.Giusto, 8.San Lorenzo di Massa, 9. Colle, 10.Castel Vecchio, 11.Ruota, 12. S.Maria a Ripa, 13. S.Piero a Forcone.

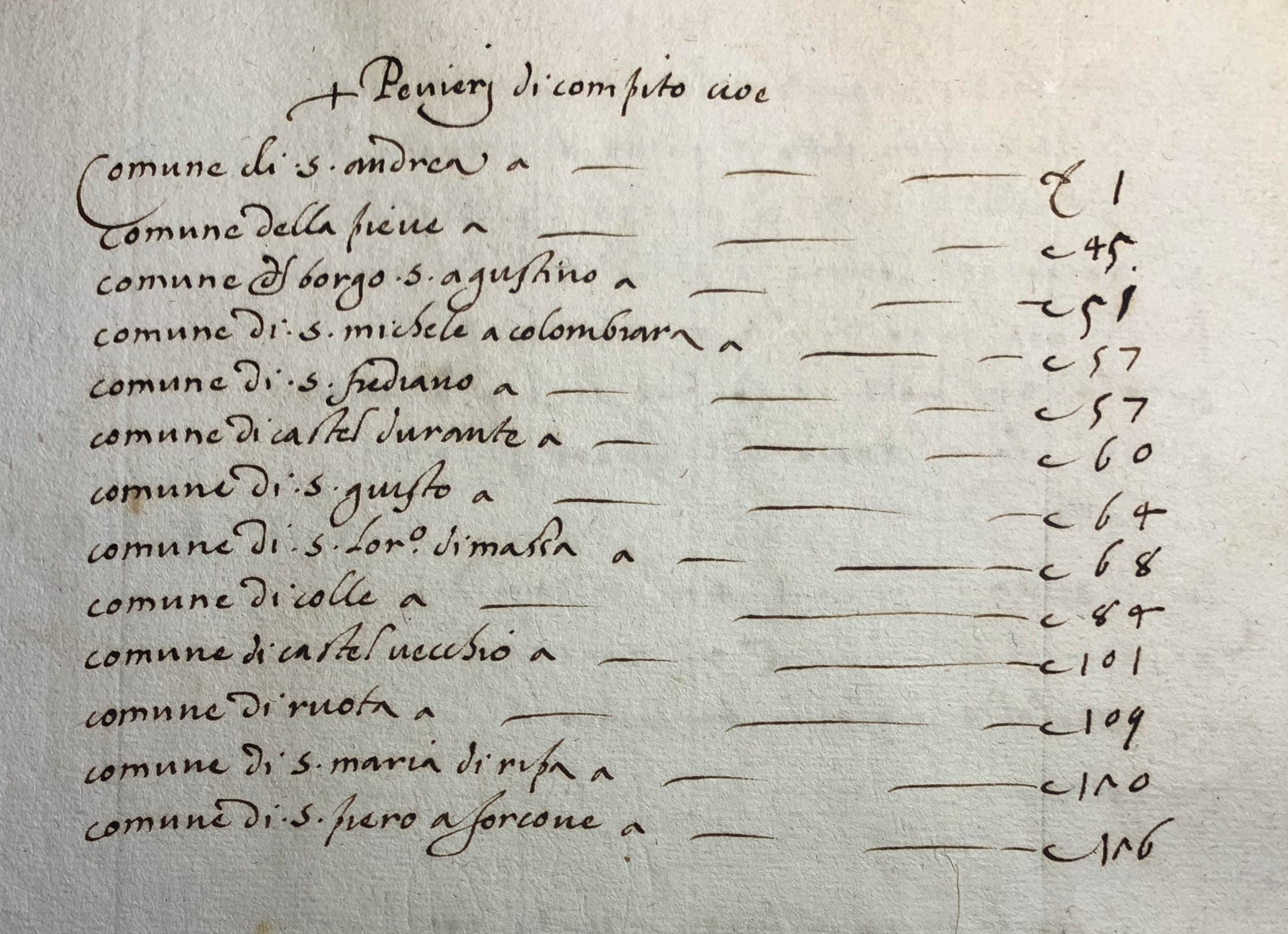
Istantanea dell'indice dell'Estimo del Pivierj di Compito anni 1547-1561 conservato nell'Archivio di Stato di Lucca, fondo Estimo

La Plebs di Compito risulta così composta nell'anno 1587:  1. Ecclesia s.Pellegrini de Colline, 2.Ecclesia s.Adree, 3. Ecclesia s.Justi de Massa Macinaria, 4. Ecclesia s.Laurenti de Massa Macinaria, 5. Ecclesia s. Stefani de Villoria, 6. Ecclesia s.Bartolomei de Ruota, 7. Altare di s.Maria in dicta ecclesia, 8. Altare s.Michaelis in dicta ecclesia, 9. Ecclesia s.Michaelis de Colognora, 10. Ecclesia s.Petri a Forcone, 11. Ecclesia s.Alexandri de Castro Durantis, 12.Ecclesia s.Johannis a Colle, 13. Ecclesia s.Blasi de Facto, 14. Ecclesia s.Marie ad Ripam, 15. Ecclesia s. Micheelis de Computo, 16.Ecclesia s. Columbani, 17. Ecclesia s. Johannis et Andree de Castroveteri, 18. Hospitale s.Leonardi, 19. Monasterium s.Andree in Silva, 20.Monasterium s.Quirici in Casale et pro Monasterio s. Spiritus eidem annexo, 21. Monasterium s.Michaelis de Guamo, 22.Monasterium s. Salvatoris de Cantigano.
L'8 ed il 15 marzo del 1605 la Repubblica di Lucca decretò di inviare un "Commissario Straordinario nel criminale" inizialmente per disciplinare la pesca e poi per gli altri reati; il primo fu Simo Menocchi, che ebbe sede a Colle di Compito per 40 giorni, con giurisdizione su: Pieve S.Paolo, Capannori, Santa Margherita, Colle, Castelvecchio, Tassignano, Badia, Palaiola e Ruota. Il 16 luglio 1632, a causa di risse tra i compitesi e gli abitanti di Calci, venne nominato un altro commissario con giurisdizione criminale per i Comuni di Compito e Massa Macinaia, con sede a Sant'Andrea di Compito. L'8 maggio 1636 venne di nuovo nominato un altro commissario con l'obbligo di residenza a Sant'Andrea di C. con giurisdizione sia penale sia civile sull'intero Piviere.
Nel 1636, in sostituzione del Piviere, venne istituita la Vicaria di Compito, che comprendeva n.12 comunità, i cui deputati costituivano il Parlamento di Compito, ovvero sia: 1. Compito, 2.Ruota, 3.Colle di Compito, 4. Vorno, 5. Castelvecchio, 6.Massa Macinaia, 7. S.Giusto, 8 Castel Durante, Villora e S.Ginese formanti un sol Comune, 9.Badia di Cantignano. 10. Coselli. 11. S.Leonardo in Treponzio. 12. Colognora di Compito.
Ogni ccomunità approvò un proprio statuto, contenente norme di organizzazione interna, anche se in tempi diversi. Erano scelti i "governatori" che avevavo il ruolo di convocare e coordinare le riunioni degli uomini rappresentantanti, ogni qual volta fosse necessario per risolvere i problemi, in genere attinenti l'attività agro-patorale, o altre istanze locali, come il corso delle acque dei torrenti e del lago, ecc..
Nel 1685 la Vicaria ricomprende n.9 comunità, di seguito riportate con il rispettivo n.delle teste: Colognora (30); S.Lunardo (18); S.Ginese (68); Castelvecchio (79); Ruota (112); Massa Macinaia (85); S,Giusto (22); Compito (280); Colle (228) per un totale di 913 teste.
Dopo fasi altalenanti, il 1º gennaio 1669 il Commissario di Compito venne annualmente rinnovato ininterrottamente fino al 1802 e Sant'Andrea di Compito ospitò il Palazzo del Commissario. La sua giurisdizione comprendeva le comunità della Vicaria, che con la riforma giudiziaria del 1802 furono sottoposte al Tribunale di Prima Istanza del Circondario del Serchio ossia di Lucca. A Sant'Andrea rimase comunque un giudice di pace fino al 1808 e dal 1815 al 1818 un Podestà.
Anche il nuovo Governo provvisorio della Repubblica di Lucca del 1801 confermò la Vicarìa di Compito con le seguenti comunità partecipanti: 1.Badia di Cantignano, 2. San Giusto di Compito, 3.Castel Vecchio,4.S.Leonardo di Compito, 5. Compito Pieve, 6. Coselli, 7. S. Andrea di Compito, 8.Massa Macinaja, 9.Colle di Compito, 10.Ruota, 12. Colognora di Compito, 13.Vorno. 14. S.Ginese di Compito. Nei primi giorni maggio del 1801 si ebbero episodi di insofferenza verso il nuovo governo.  Il commissario Francesco Minutoli riferisce che circa quaranta " male intenzionati" provenienti dalla Pieve di Compito, da Palaiola, da San Ginese e da Colle, " tutti armati si sono portati in questa piazza ed hanno svelto l'abero " " di poi ove c'era l'Albero hanno piantato una croce" gridando "E' viva la Croce, è viva la Religione".
Nel 1823 tutto il Compitese fu inglobato nel Comune di Capannori, ma la Pieve di Compito continuò ad esistere come entità religiosa. Secondo E.Repetticontava questi abitanti:
anno 1832
Pieve di Compito (S. Giovanni Battista): 620
- S. Andrea di Compito: 660
- S. Maria di Colle di Compito: 1168
- S. Michele di Colognora di Compito: 191
- San Ginese di Compito: 838
- San Giusto di Compito: 156

anno 1844
- Pieve di Compito (S. Giovanni Battista): 790
- S. Andrea di Compito: 784
- S. Maria di Colle di Compito: 1406
- S. Michele di Colognora di Compito: 227
- San Ginese di Compito: 986
- San Giusto di Compito: 484
- Sant'Andrea di Castel Vecchio di Compito: 572

Il Compitese restò sotto la giurisdizione lucchese sino all'annessione al Granducato di Toscana avvenuta nel 1848. Nell'anno 1859 si procedette con la bonifica definitiva del Lago di Bientina, grazie all'egregio lavoro di ingegneria idraulica progettato dall'architetto Alessandro Manetti.

#### Il campo di prigionia di Colle di Compito
Nel corso della seconda guerra mondiale, nel luglio 1942, fu istituito il campo di prigionia di Colle di Compito per prigionieri di guerra angloamericani con degli attendamenti e alcune baracche in legno collocate nell’area paludosa del Pollino vicino al lago Gherardesca. La zona fu scelta per il suo isolamento e la vicinanza con la piccola stazione ferroviaria di Colle di Compito sulla linea Lucca-Pontedera. A fine settembre il campo raccoglieva 3970 internati così suddivisi: 2224 inglesi, 1737 sudafricani, 3 mediorientali, 2 indiani, 3 serbi e uno di nazionalità non specificata. Le condizioni di vita erano pessime per l'insalubrità del luogo e l'assenza di strutture adeguate; nel complesso tuttavia le relazioni, anche tra prigionieri, soldati di guardia e popolazione locale, furono buone.
Il 10 settembre 1943, truppe tedesche si presentarono al campo per prenderne controllo. Al rifiuto dei soldati italiani di eseguire l'ordine, i tedeschi risposero uccidendo il capitano Massimo De Felice, il colonnello Vincenzo Cione e il soldato Domenico Mastrippolito. Nella confusione i prigionieri fuggirono in massa disperdendosi nelle campagne, aiutati dalla popolazione locale. Quanto restava del campo fu saccheggiato dagli abitanti della zona.
Il campo fu riattivato a fine 1943 dalla Repubblica Sociale Italiana come luogo di prigionia per internati politici, ebrei e detenuti comuni. Vi furono rinchiuse tra le 250 e le 300 persone. Nel giugno 1944, in seguito ad un mitragliamento aereo, il campo fu definitivamente chiuso e gli internati trasferiti a Bagni di Lucca.
Del campo oggi non rimane traccia alcuna se non una lapide commemorativa collocatavi nel 1993 e un cartello che inserisce il luogo in un percorso della memoria del Comune di Capannori.

## Monumenti e luoghi di interesse
La zona contava numerosi castelli. Le chiese erano e sono ancora oggi il centro vitale dei borghi.

### Chiesa di San Giovanni Battista (Pieve di Compito)
Dall'XI secolo diventò Pieve e rappresentò quindi il maggior centro religioso del Piviere, dopo che la Pieve di Santo Stefano e San Giovanni Battista situata in Villora perse importanza.
Dell'antica Pieve, edificio romanico a tre navate, non rimane traccia, perché nel 1728 venne demolita e sostituita da una struttura a croce latina, di una certa imponenza, a tre navate e 12 colonne quadrangolari.

### La chiesa di Sant'Andrea di Compito
Fu fondata nel 919 in un luogo chiamato "Trebbio"; a cavallo del XII e XIII secolo non più in grado di ospitare l’intera popolazione, venne ampliata una prima volta, altre importanti ristrutturazione le subì successivamente, come il campanile che verrà ricostruito a metà dell’800, sulle rovine della vecchia torre. La chiesa di San Pietro a Forcone è la più antica del borgo e nel XVII secolo ormai semi abbandonata e in cattivo stato di conservazione, vide spostare i suoi benefici alla nuova sede parrocchiale di S. Andrea.

### Torre di segnalazione (Sant'Andrea di Compito)
Nel medioevo completava il complesso sistema difensivo della Repubblica di Lucca. Sul tetto della torre vi fu posto un braciere, che veniva acceso in caso di invasione da parte dei pisani, così un segnale luminoso veniva diretto al Castello di Compito, che a sua volta lo ritrasmetteva alla Torre di Palazzo situata nel centro di Lucca. Così i lucchesi potevano inviare truppe armate nel compitese per arginare in tempo gli attacchi nemici. Vista l'importanza strategica della torre, durante il XV secolo, il signore di Lucca Paolo Guinigi ne comandò la ristrutturazione e lungo la parete frontale venne posta una gabbia metallica, nella quale veniva inserita la testa dei condannati a morte, come avvertimento per altri eventuali fuorilegge.

### Palazzo del Commissariato (Sant'Andrea di Compito)
Fu sede del Commissario e del Notaio del Piviere di Compito e poi dal 1638 della Vicaria, nonché del Parlamento. Era diviso in due appartamenti al primo piano, di cui uno, quello di levante, occupato dal Commissario. A piano terra vi erano le carceri ed un loggiato. Era di proprietà dei Niccolai di Lucca e il 1754 venne acquistato dalla Repubblica, che nel 1824 lo vendette agli Orsi. Oggi non ha più l'aspetto originario per le ristrutturazioni intervenute.
Nel XVIII secolo, nobili e benestanti lucchesi edificarono a Sant'Andrea di Compito numerose ville lussuose: Villa Orsi, Villa Campetti, Villa Rosa, etc. Gli spettacolari giardini al loro interno, in primavera, ospitano la Mostra delle Antiche Camelie della Lucchesia.

### Abbazia di San Salvatore di Sesto (Castelvecchio di Compito)
In località La Badia si trova ciò che rimane dell'antica Abbazia imperiale, ovvero i resti di una torre campanaria, incorporata nell'attuale fabbricato, che risale XVII secolo.

### Chiesa di San Michele Arcangelo (Colognora di Compito)
L'attuale struttura fu edificata nel 1865, sopra un edificio preesistente.

### Chiesa di S.Lorenzo (Massa Macinaia)
Nel 1675 fu ristrutturata e dotata di un campanile nuovo, nel ’900 vennero aggiunte le due navate laterali e ristrutturato nuovamente il campanile.

### Chiesa di Santa Maria Assunta (Colle di Compito)
L’odierna chiesa venne edificata su un precedente fabbricato romanico e nel XVII secolo fu ampliata. Due secoli dopo all'interno del Borghetto, dove esisteva una vecchia edicola, venne costruita un'altra chiesa, il Santuario della Madonna della Consolazione.

### Chiesa di San Ginese (San Ginese di Compito)
Venne menzionata già nell'anno 844, tuttavia l'attuale edificio risale al 1859, quando fu ricostruita dall'architetto Giuseppe Pardini. Svolgeva anche la funzione di punto di avvistamento sul Lago di Sesto.

### Chiesa di San Giusto (S. Giusto di Compito)
La prima attestazione sull'edificio di culto di San Giusto si ebbe dopo l'anno mille. La chiesa fu abbattuta e rimpiazzata con una di maggiori dimensioni nel 1864. Anche il suo antico campanile aveva il ruolo di torre controllo e segnalazione durante le guerre tra Lucca e Pisa.

### Chiesa di San Bartolomeo (Ruota)
La prima documentazione della Chiesa di San Bartolomeo a Ruota risale all'anno 1260.

### Casa natale di Don Aldo Mei (Ruota)
Don Aldo Mei, parroco di Ruota, fu ucciso dai nazifascisti perché accusato di aver dato rifugio a un ebreo. Oggi il suo atto di resistenza lo rende un punto di riferimento per gli abitanti di Ruota e di tutto il Compitese.

### Chiesa romanica e Ospedale di San Leonardo in Treponzio
Il complesso è posto all'antico incrocio tra la via Di Tiglio (oggi SS 439) e la antica provinciale.
La Chiesa di San Leonardo in Treponzio venne eretta nell'XI secolo ed è dedicata a Leonardo di Noblac. La prima menzione è datata 30 novembre 1115: si tratta di una donazione di un uliveto " onde i frutti del medesimo [oliveto] servano per uso e vitto dei pellegrini che vanno e vengono " .

## Economia
Il territorio ha da sempre una particolare vocazione rurale e contadina.
Prodotto d'eccellenza è l'olio d'oliva del Compitese, ricavato dai molteplici uliveti sparsi su tutti i rilievi; In località Pieve di Compito ci sono due oleifici attivi: "Il Frantoio la Visona" che produce ancora con metodi tradizionali e il "Frantoio Sociale del Compitese", il più famoso frantoio della Lucchesia.
L'area occupata dal Padule (denominata sulle mappe alveo di Bientina)  è oggi impiegata per la coltivazione intensiva di cereali e per attività legate alla pastorizia, come il pascolo del bestiame.
A Sant'Andrea si trova un'area adibita alla coltivazione di camelie, la quale ospita infatti la famosa Festa delle Camelie, l'evento principale del comprensorio compitese.
Sono oltretutto diffuse anche attività di artigianato, edilizia e industria agroalimentare.

## Infrastrutture e trasporti

### Strade
La zona è servita dall'uscita autostradale Capannori. Importanti arterie stradali del territorio compitese sono Via di Tiglio (collega Lucca con Bientina), Via della Pieve, Via di Sant'Andrea, Via di Sottomonte (collega il Compitese alla zona industriale di Guamo), Via di San Ginese, Via di Circonvallazione, Via di Ruota e Via del Cantiere (conduce al Monte Serra).

### Ferrovie
Il territorio poté usufruire della linea di ferrovia Lucca-Pontedera dal 1928 al 1944. Il Compitese disponeva di ben quattro scali, tra stazioni e fermate. In epoca odierna gli scali più vicini sono quelli della Stazione di Tassignano-Capannori e della Stazione di Lucca.

## Galleria d'immagini

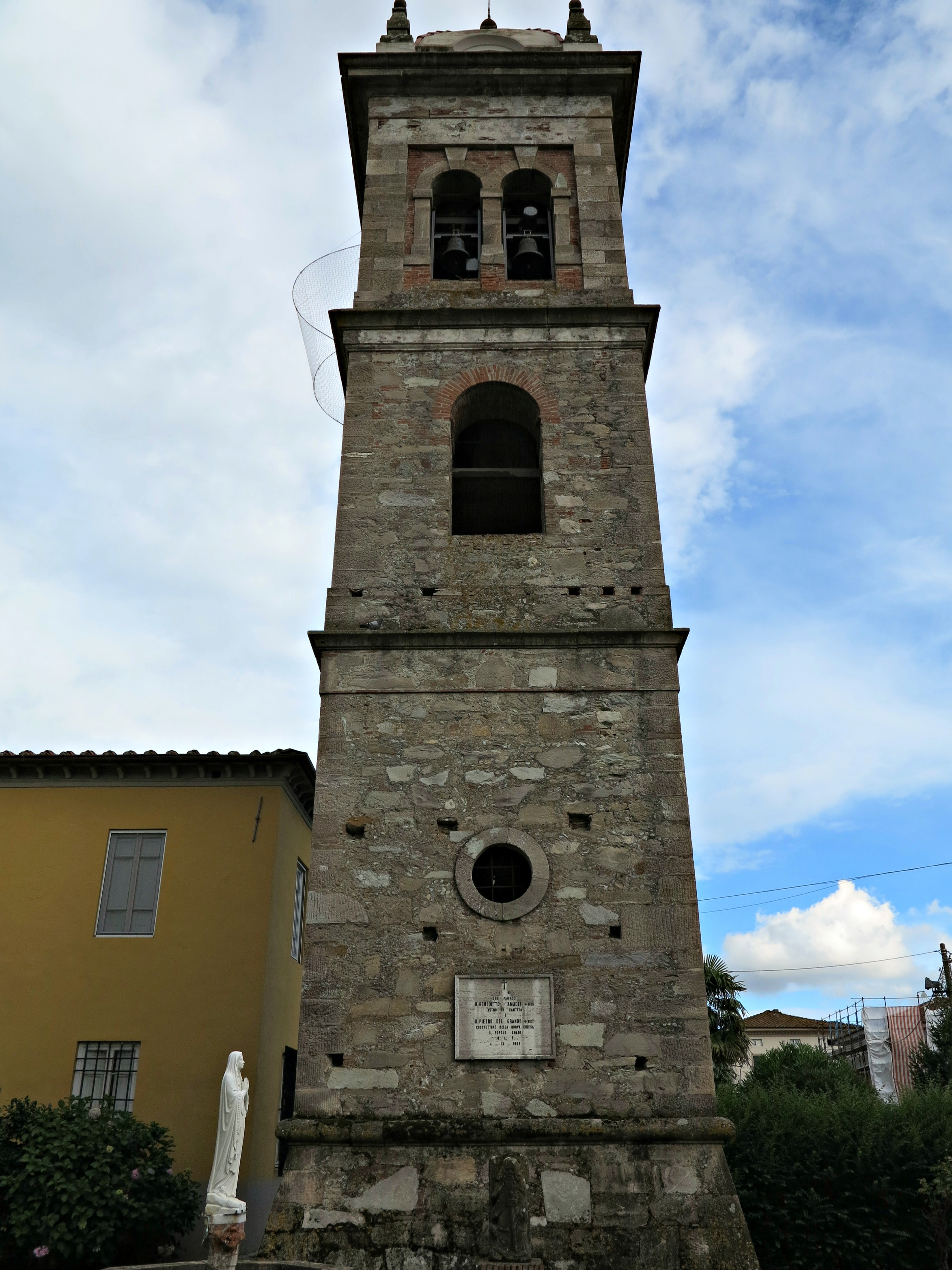
Campanile di San Leonardo in Treponzio
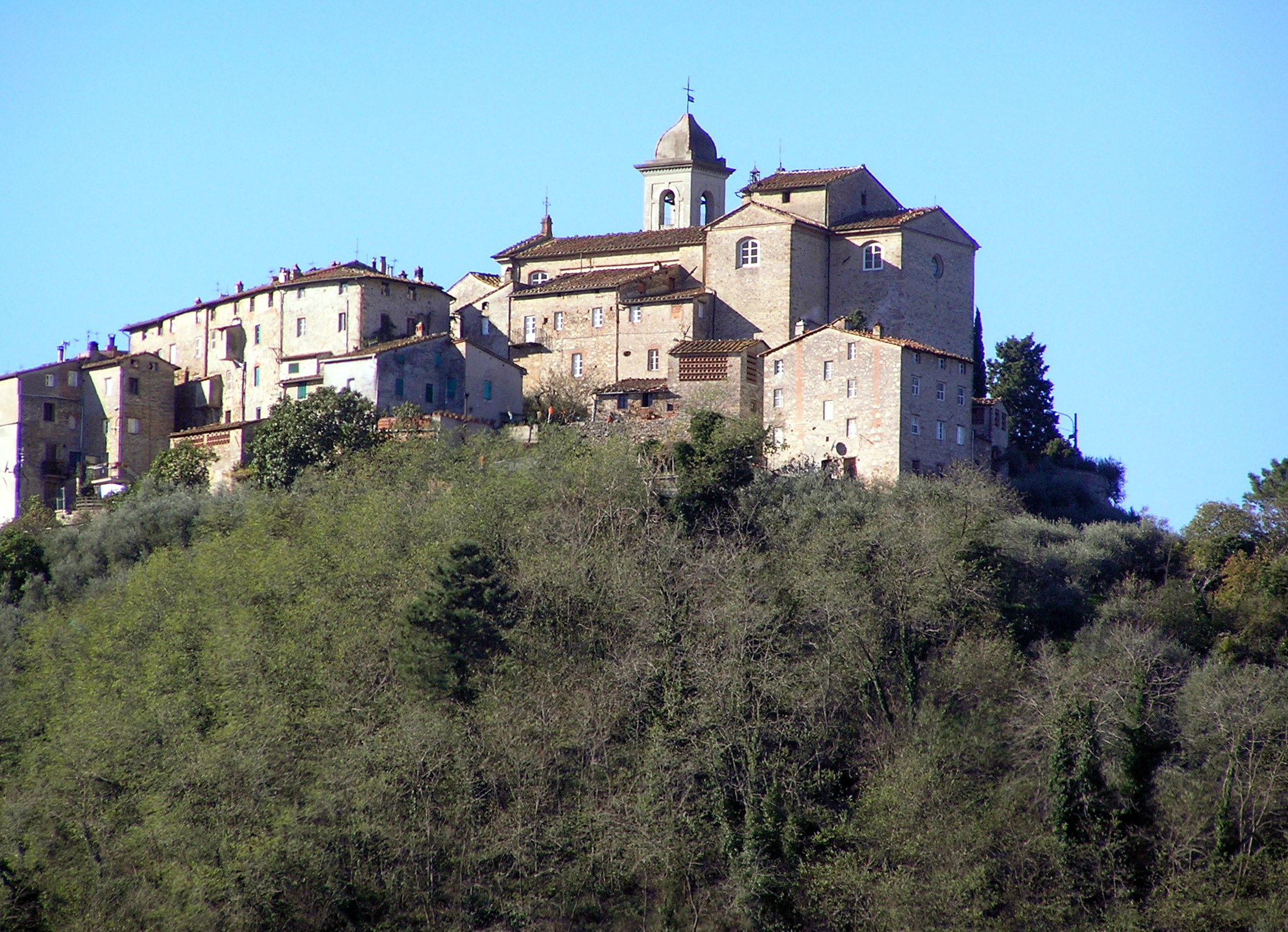
Castelvecchio Alto
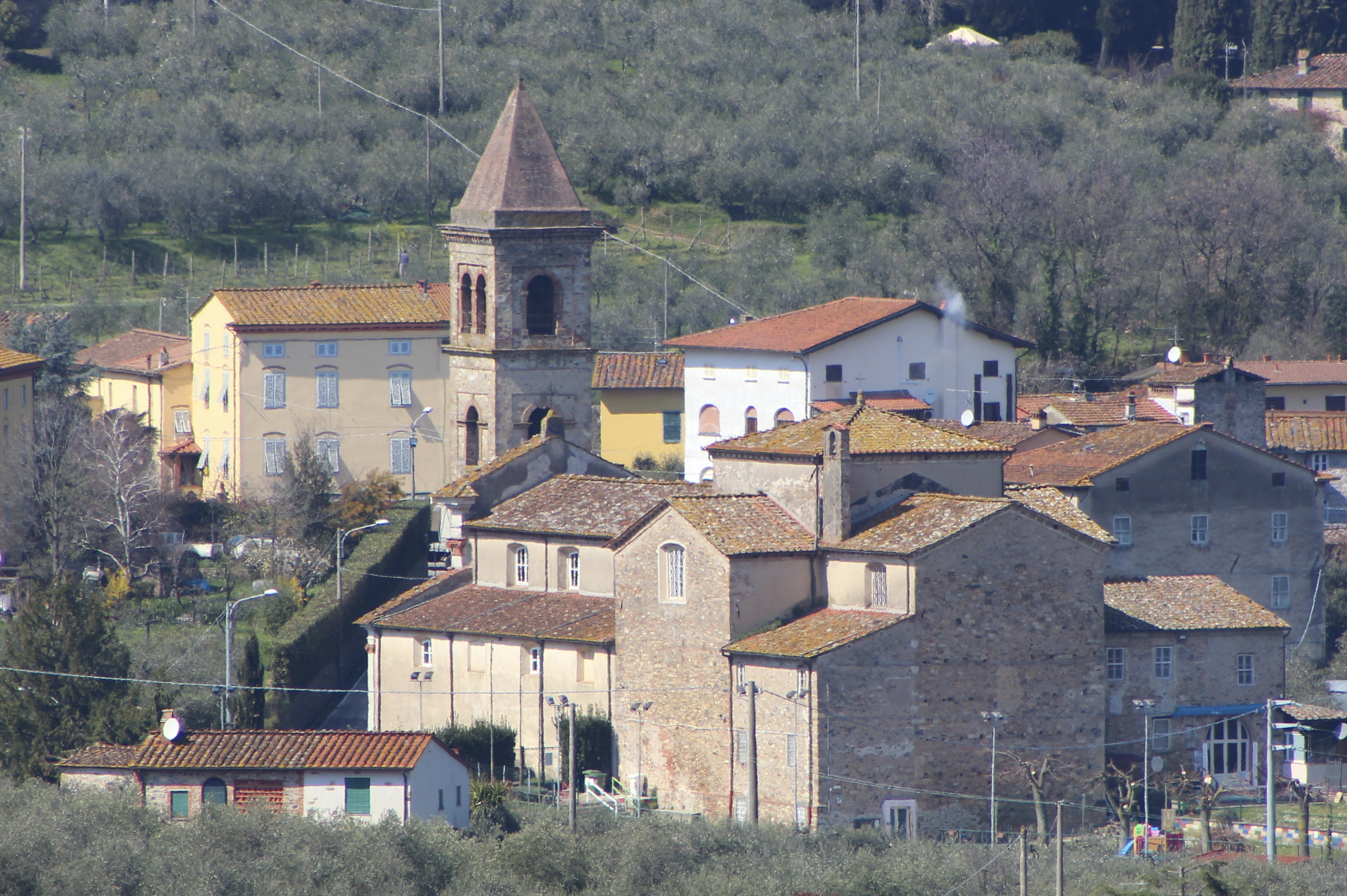
Colle di Compito
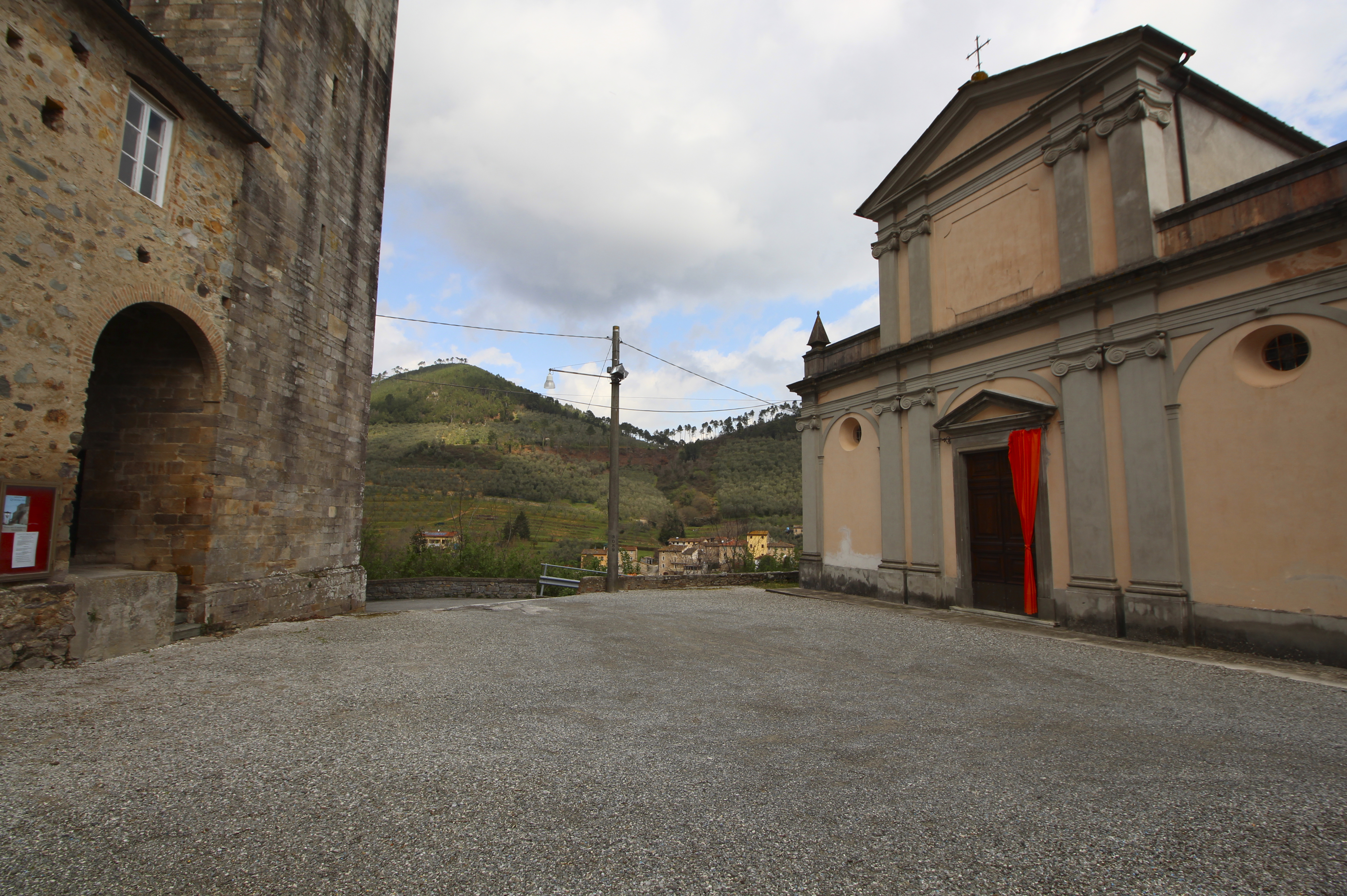
Pieve di Compito
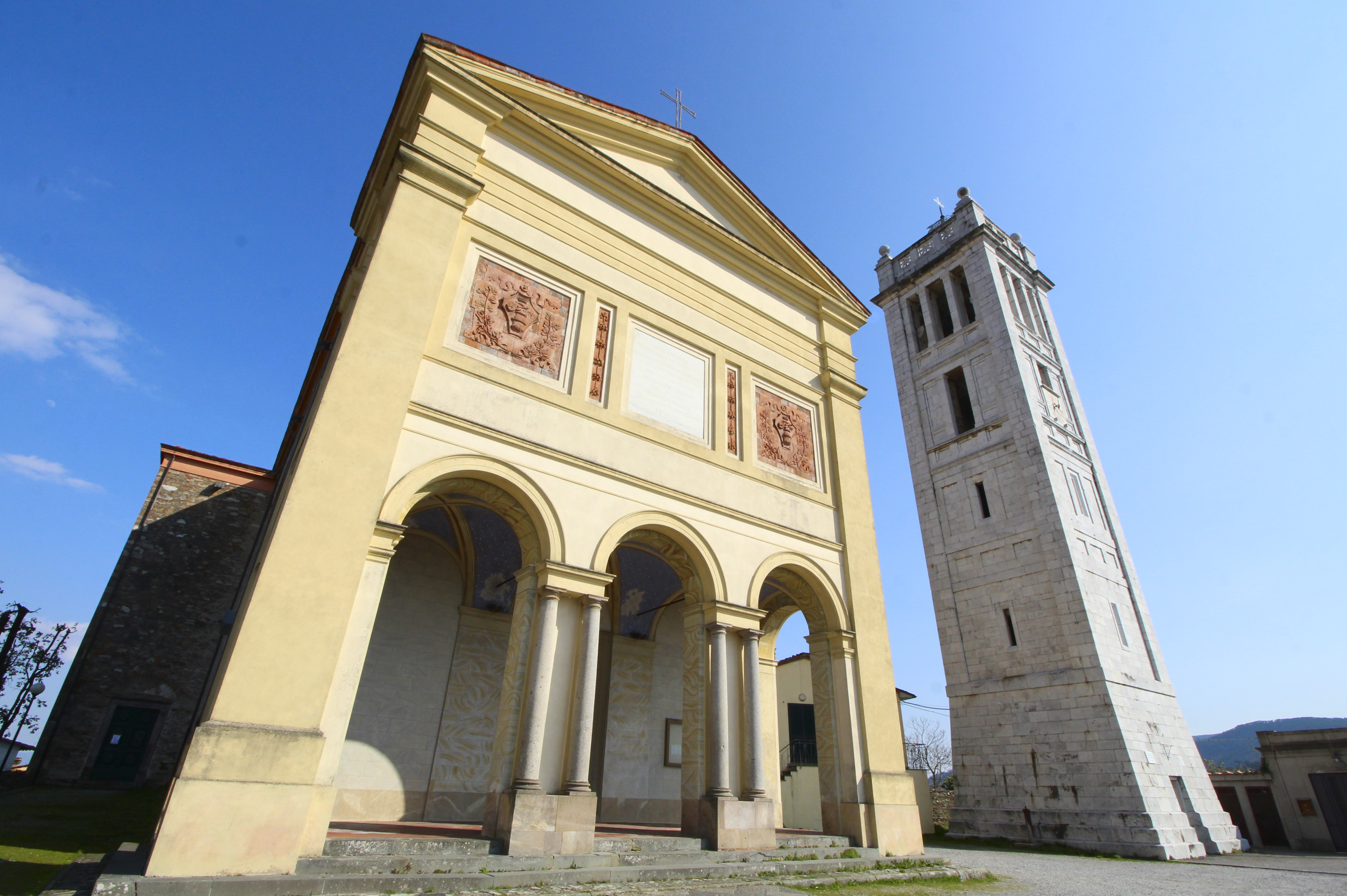
Chiesa di San Ginese
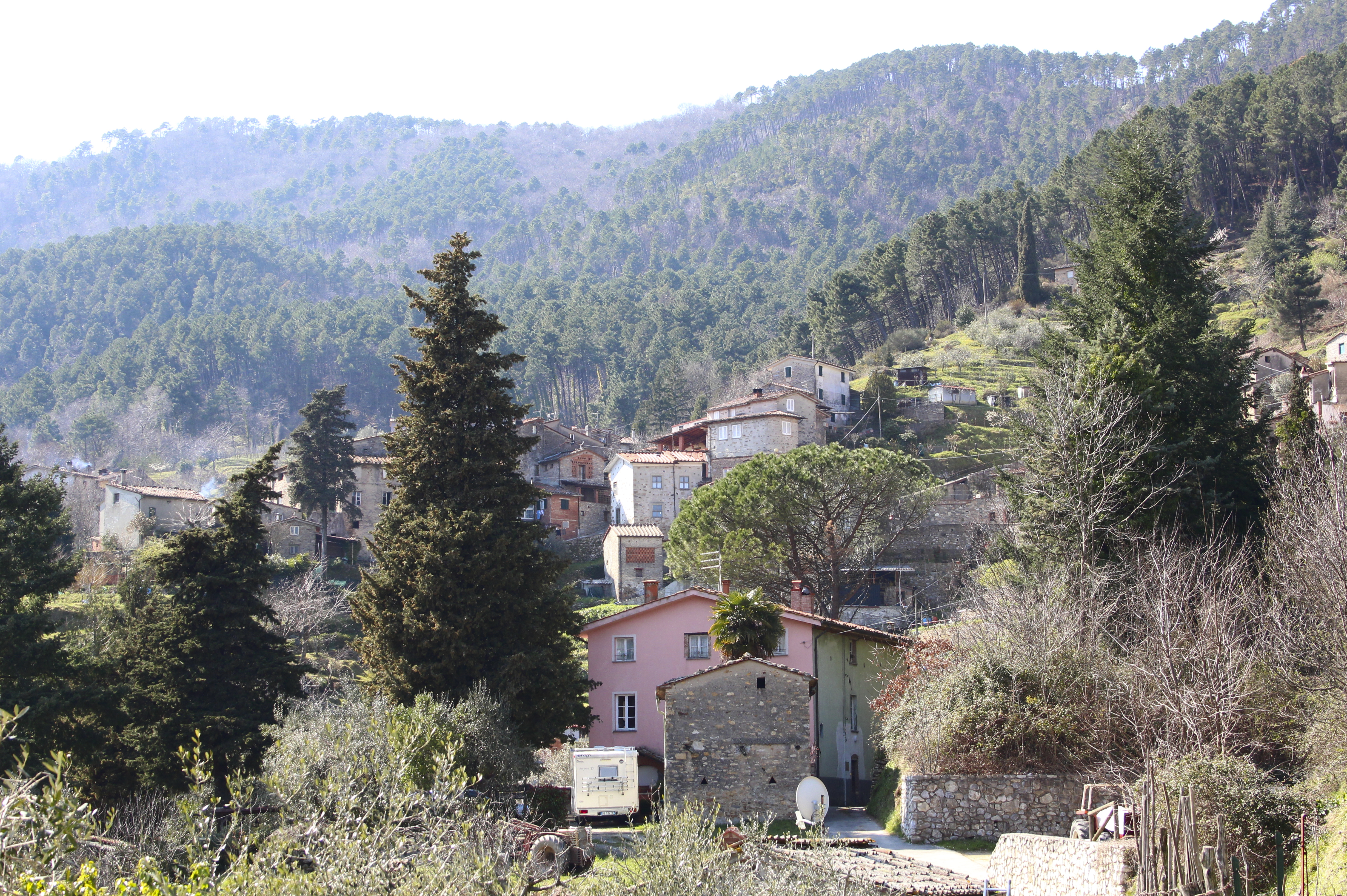
Ruota
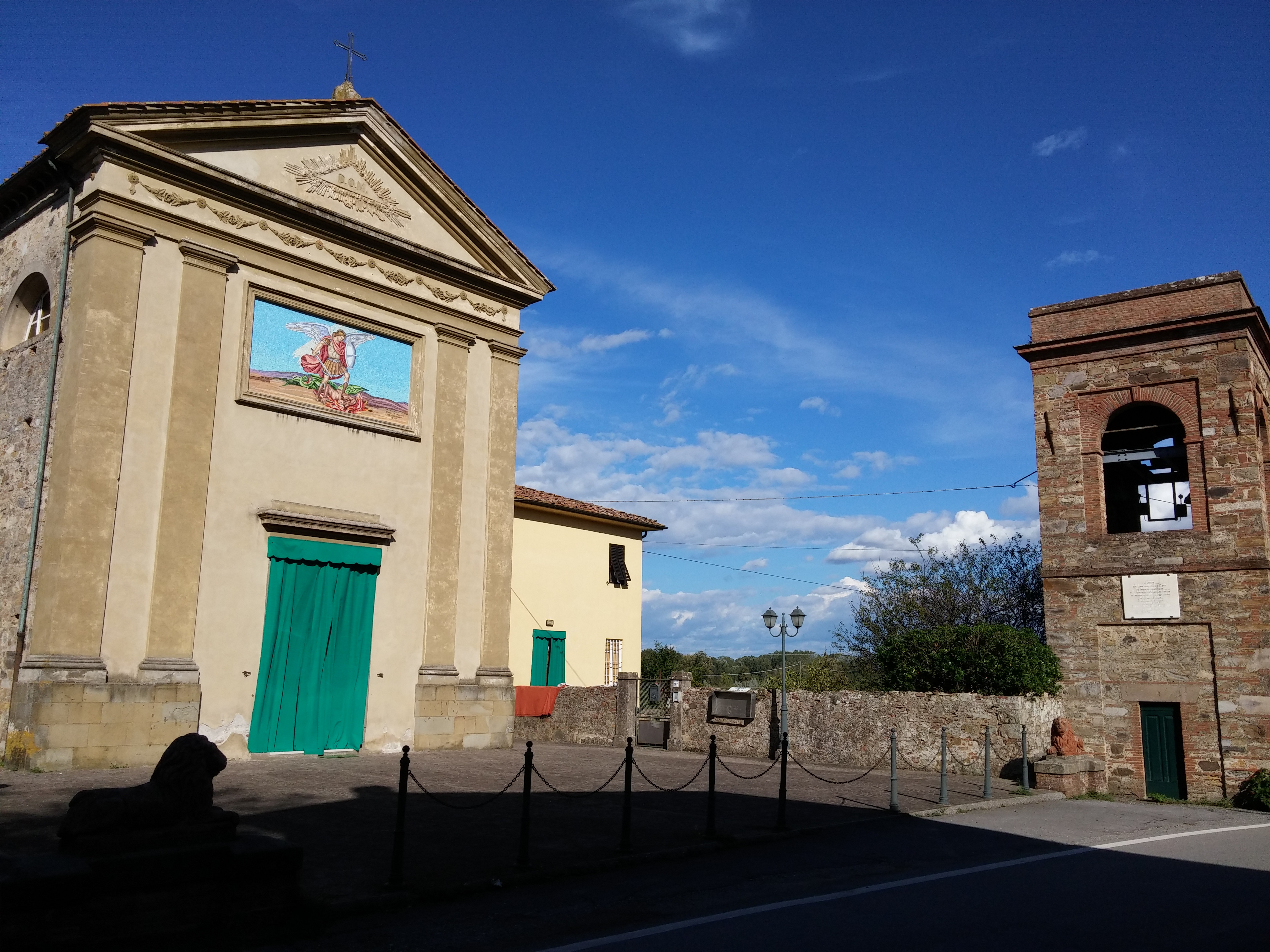
Chiesa di Colognora
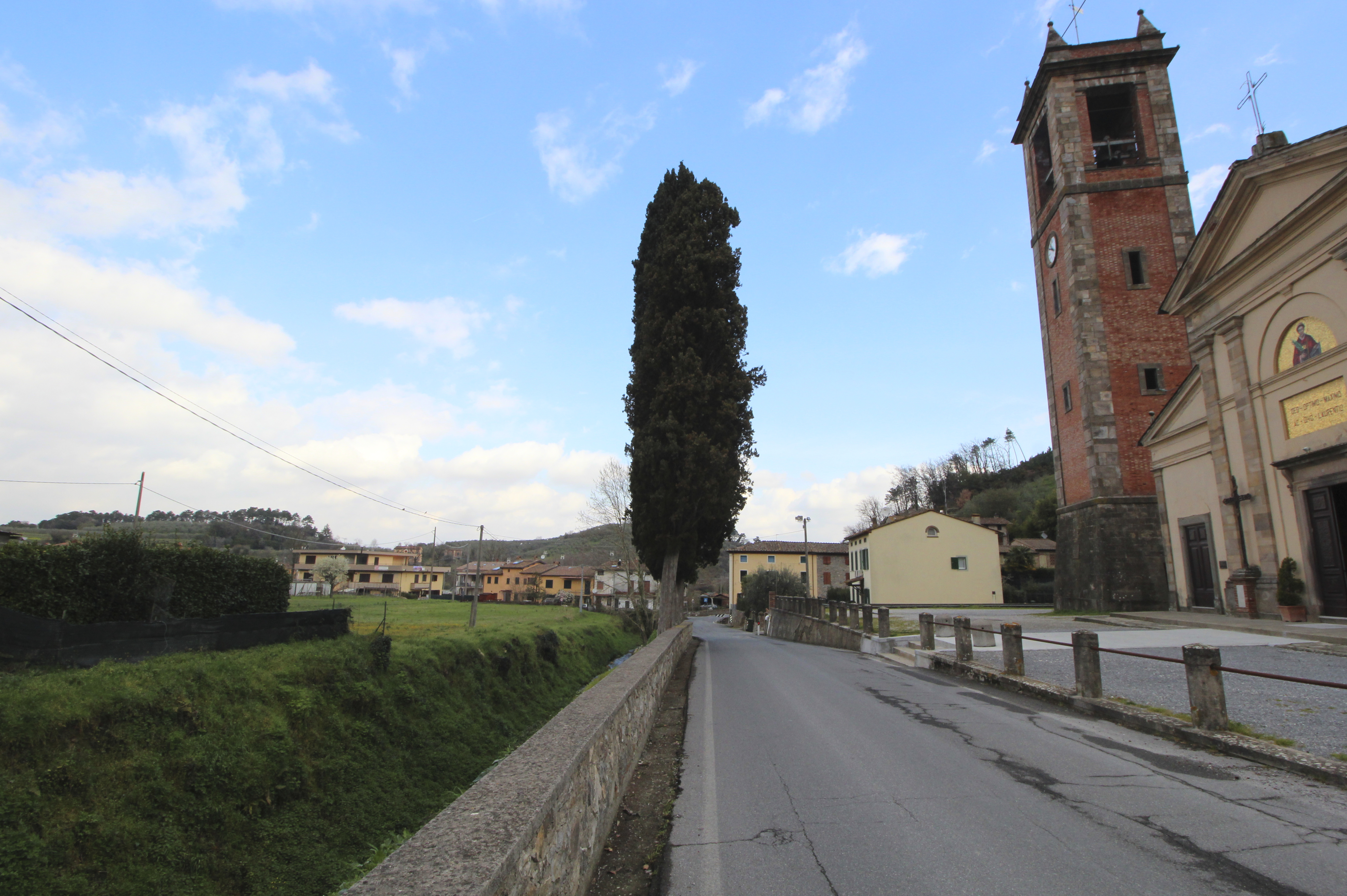
Massa Macinaia
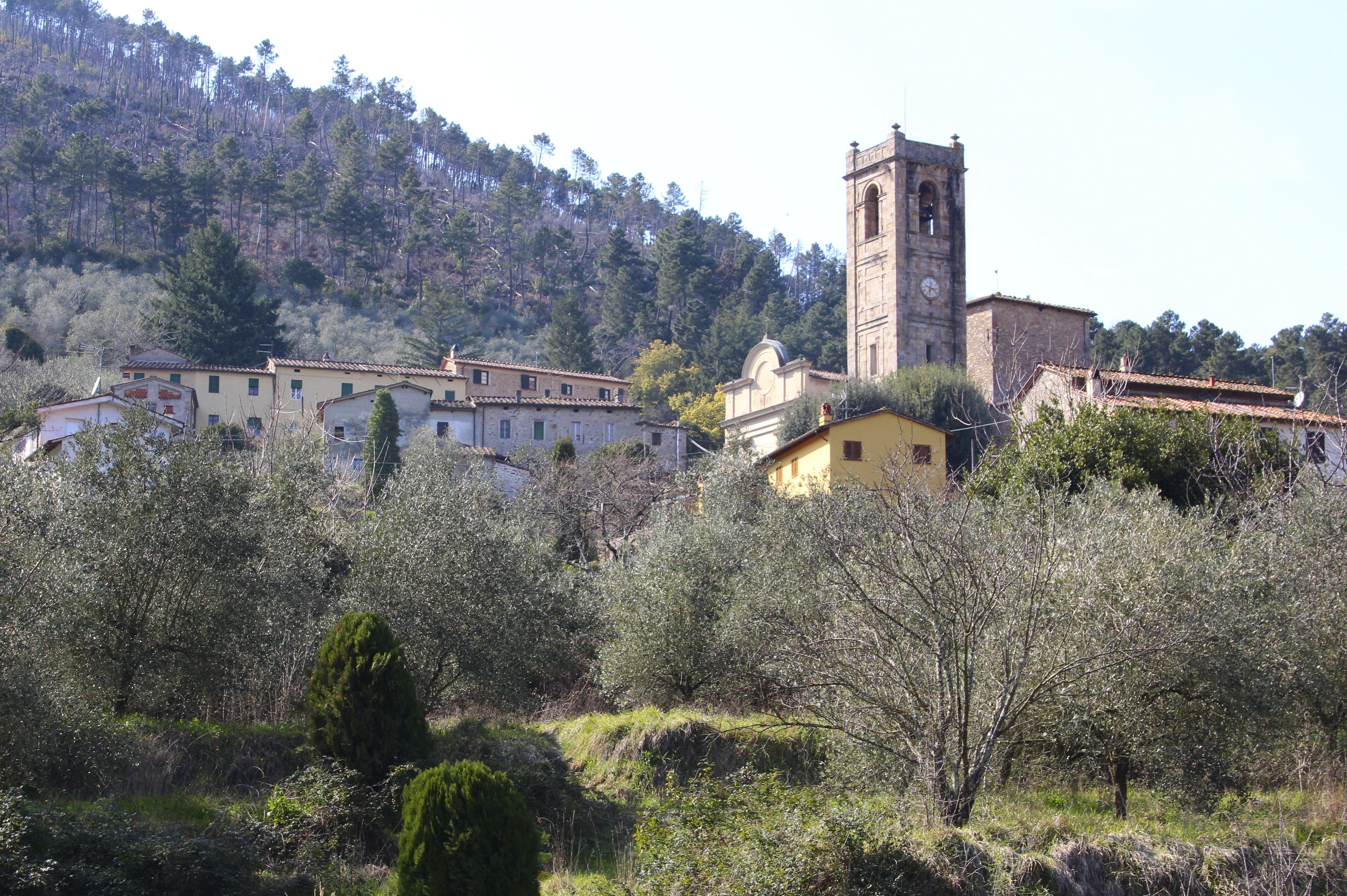
Sant'Andrea di Compito
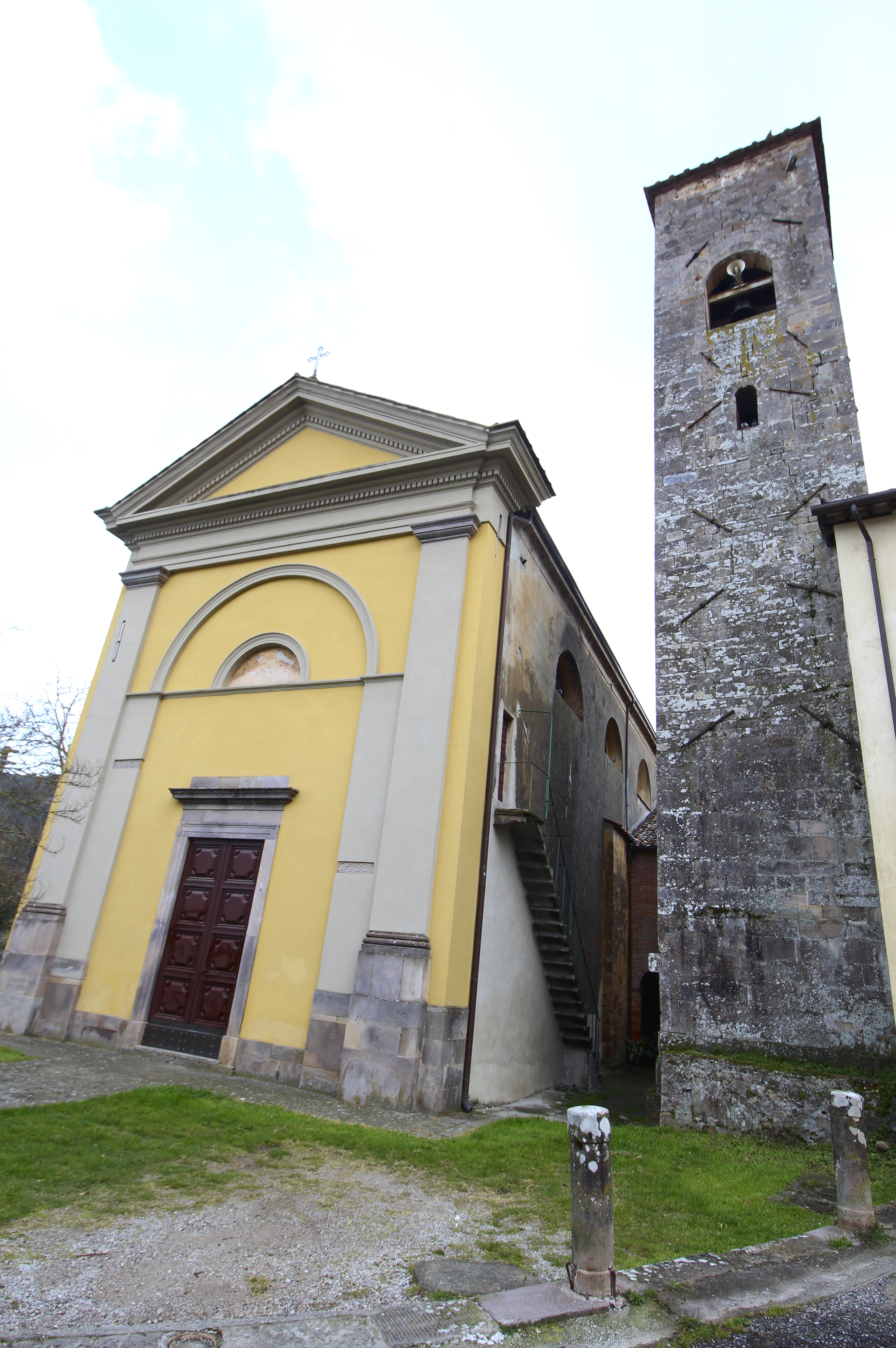
Chiesa di San Giusto
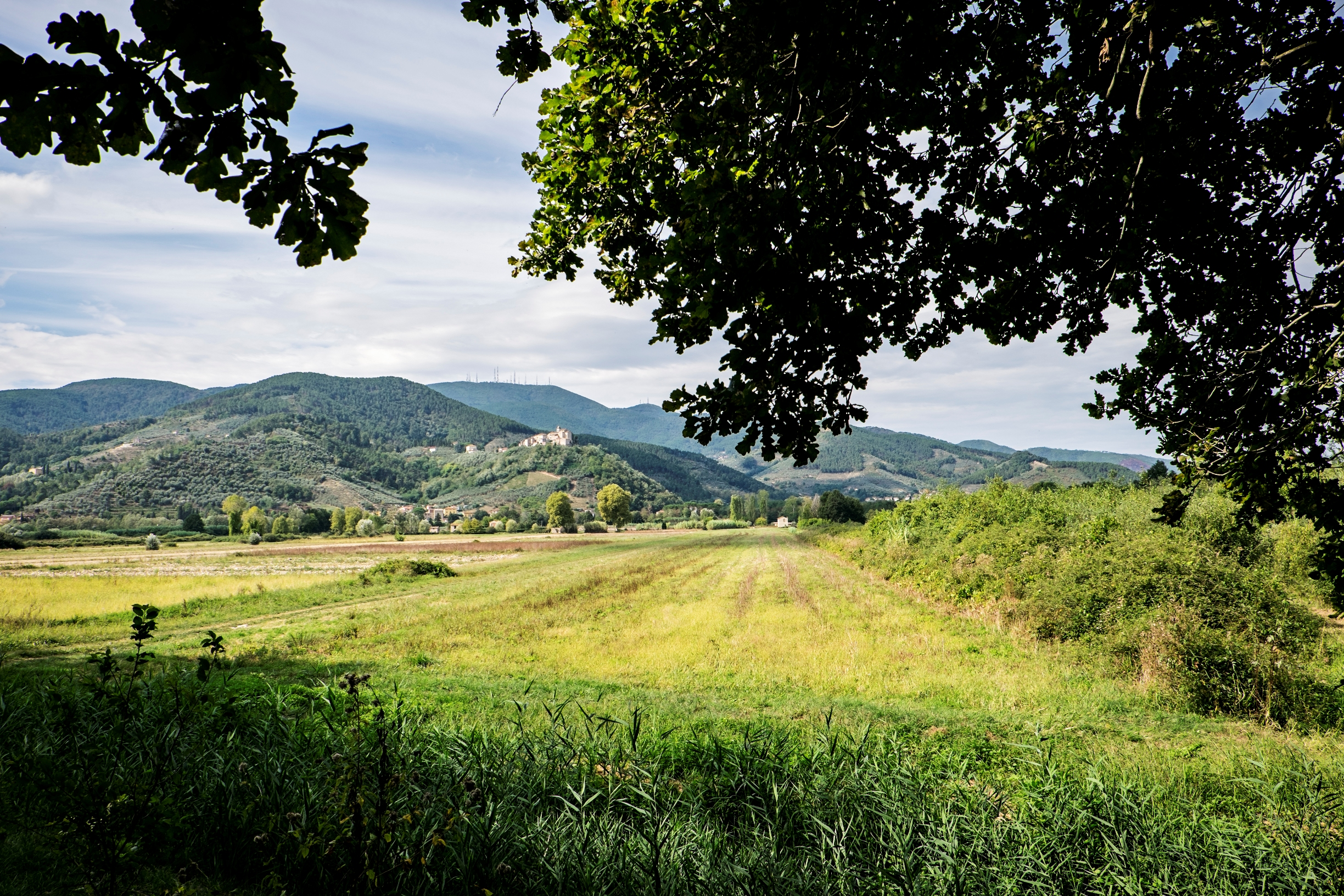
Oasi del Bottaccio
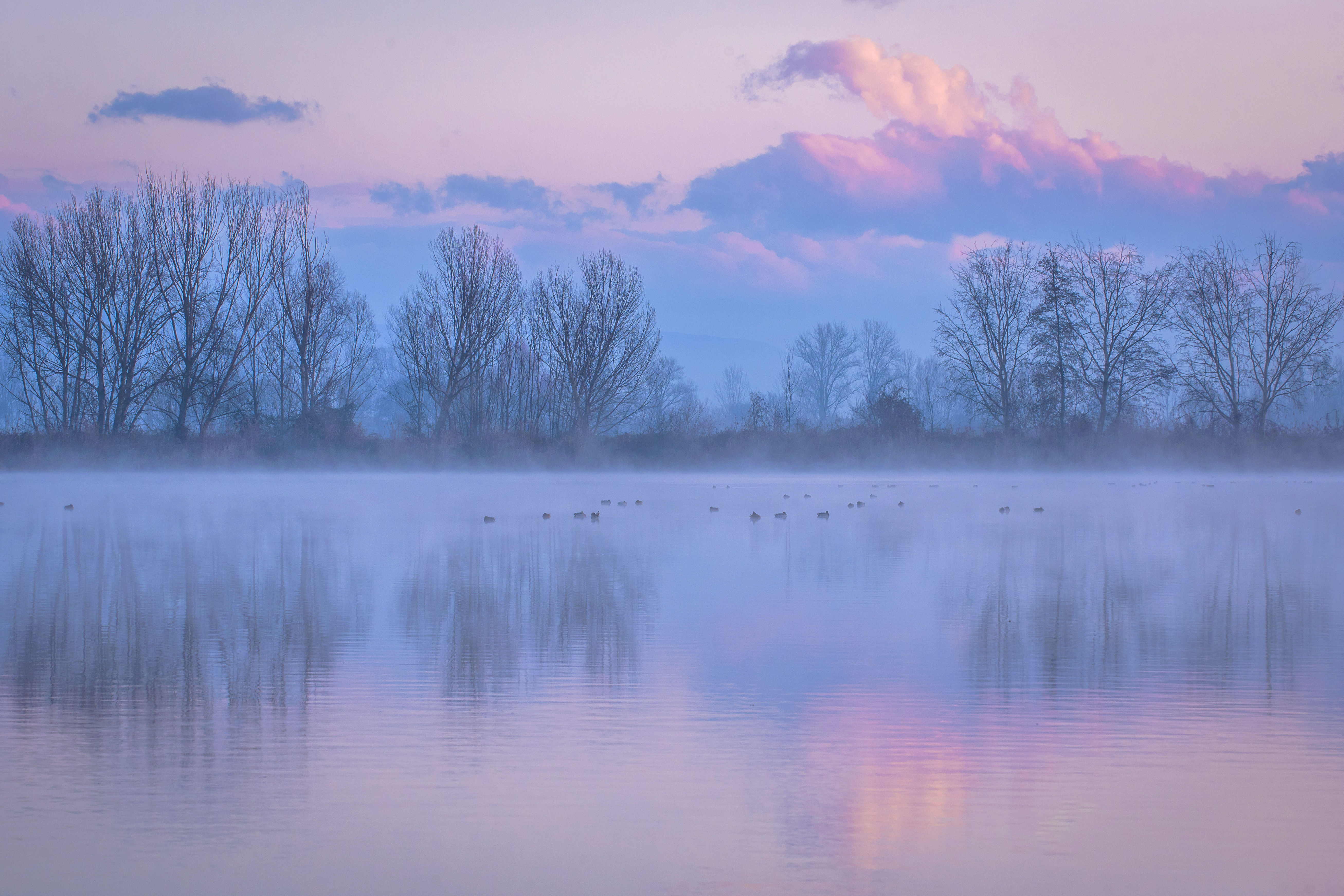
Lago della Gherardesca
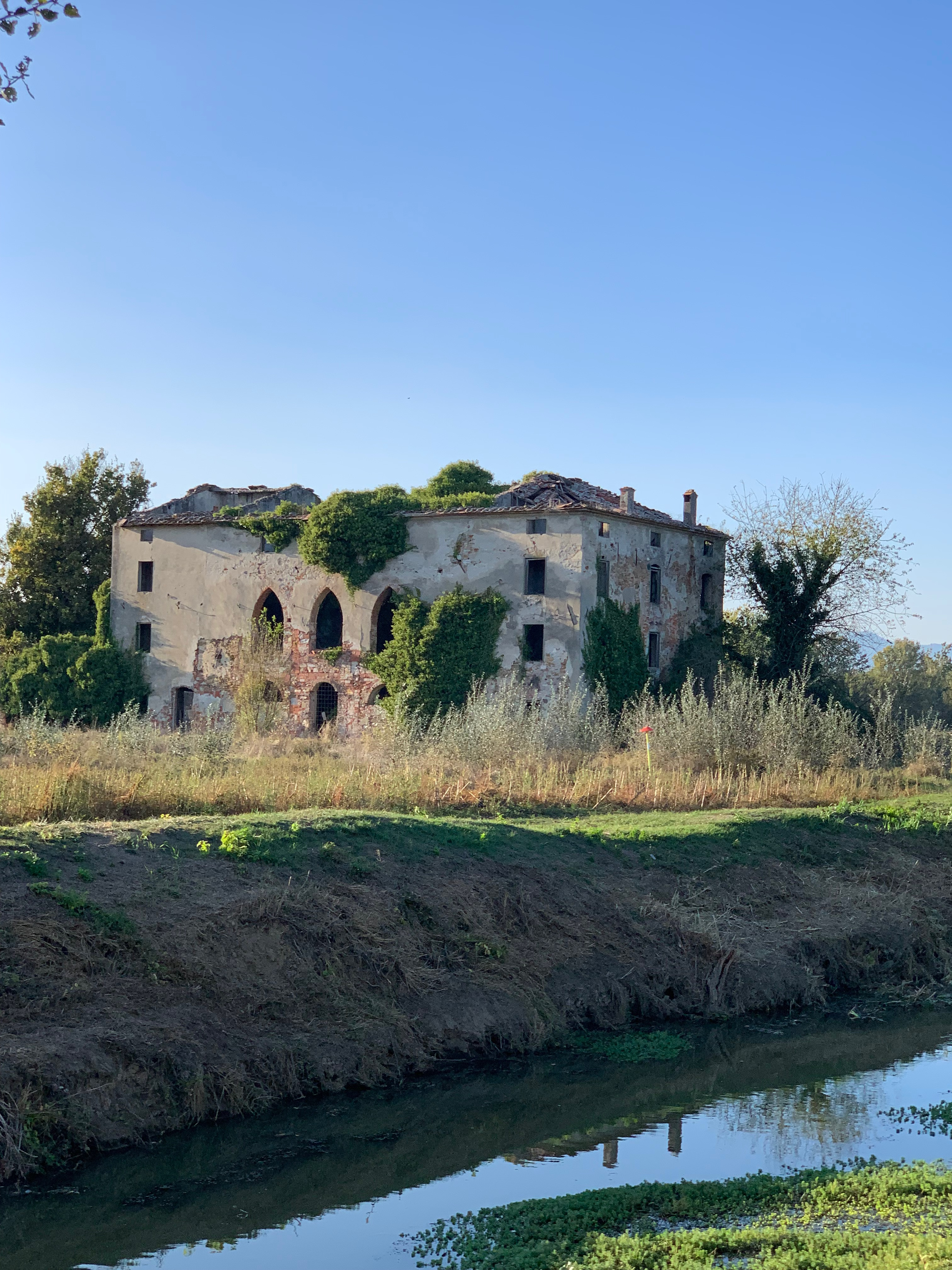
Il Palazzaccio
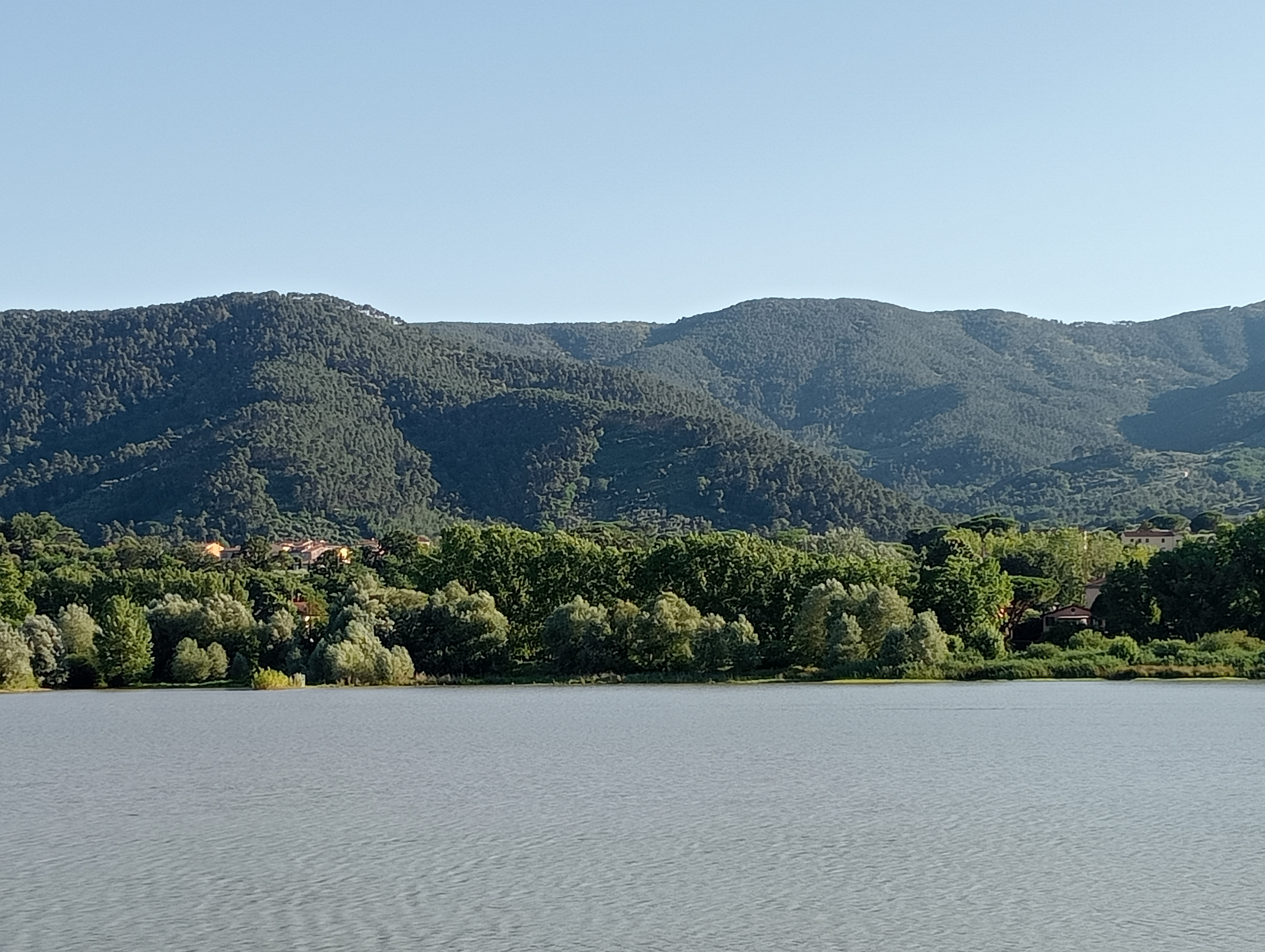
Monti Pisani del Compitese dal lago